# Koppelsdorf

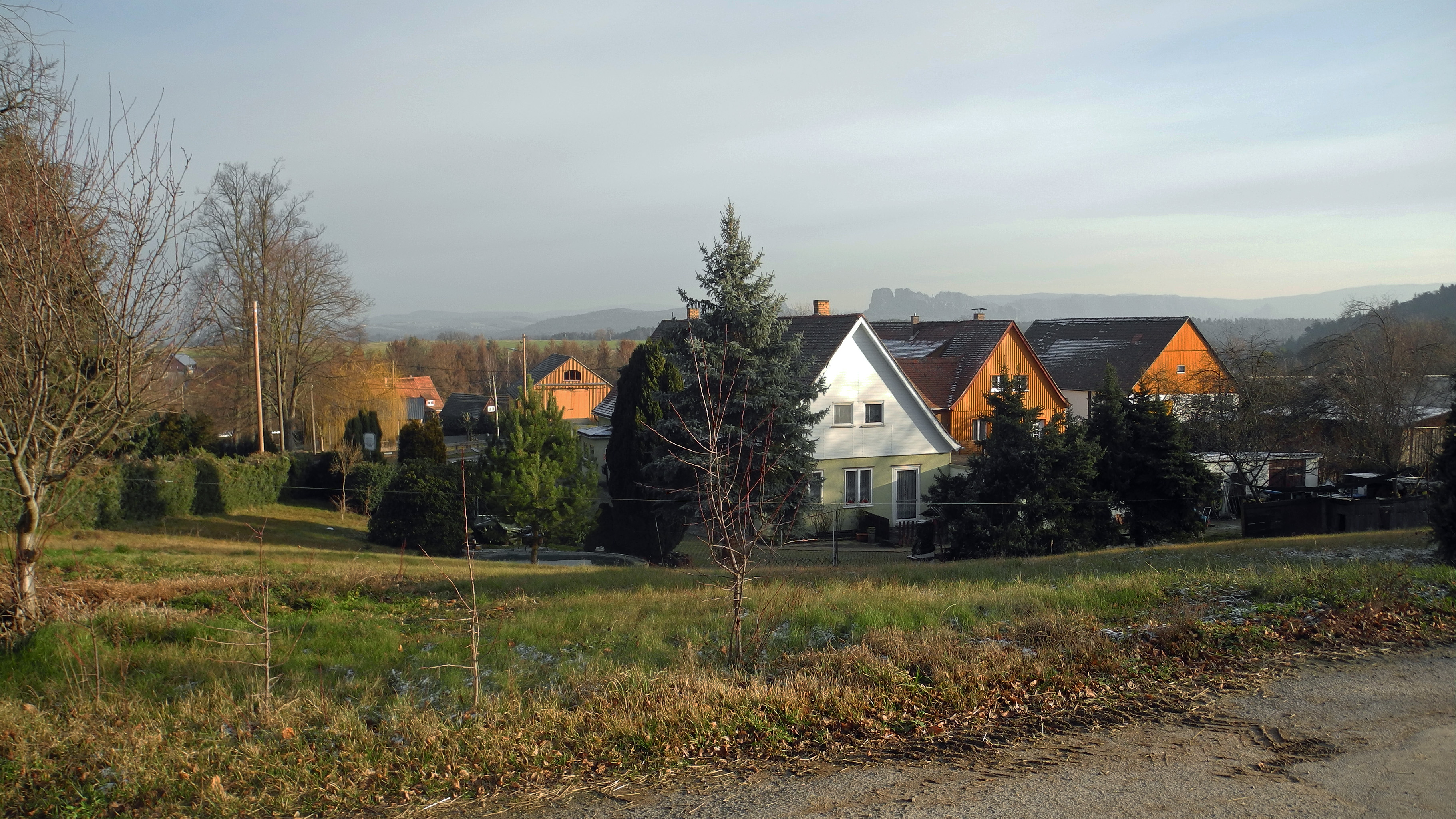
Blick auf Koppelsdorf

Koppelsdorf ist ein Ort ohne Ortsteilstatus in der Gemeinde Gohrisch im Landkreis Sächsische Schweiz-Osterzgebirge, Sachsen, und gehört zur Ortschaft Papstdorf.

## Geographie
Koppelsdorf liegt südöstlich der sächsischen Landeshauptstadt Dresden in der Sächsischen Schweiz und im Elbsandsteingebirge. Es befindet sich im Osten des Landkreises Sächsische Schweiz-Osterzgebirge im Landschaftsschutzgebiet Sächsische Schweiz. Der Weiler liegt im Norden der Gemeinde Gohrisch. Die Ortslage Koppelsdorf befindet sich auf der Papstdorfer Ebenheit unmittelbar südlich oberhalb des Liethengrunds.
Unmittelbar nördlich benachbart, auf der anderen Seite des Liethengrunds, ist der Gohrischer Ortsteil Kleinhennersdorf, zu dem auch die Liethenmühle nordöstlich von Koppelsdorf gehört. Koppelsdorf selbst liegt im Norden der Gemarkung Papstdorf, als dessen Ortsteil der Weiler gilt. Seine Flur gliedert sich in waldhufenartige Blöcke und wird zum Großteil landwirtschaftlich genutzt. Südöstlich von Koppelsdorf liegen die Koppelsberge, ein alter Forstbezirk, in dem sich unter anderem die Laasensteine und der Kohlbornstein befinden. Erreichbar ist Koppelsdorf auf einer Straße von Papstdorf aus.